# Mydaea corni
Mydaea corni este o specie de muște din genul Mydaea, familia Muscidae. A fost descrisă pentru prima dată de Giovanni Antonio Scopoli în anul 1763. Conform Catalogue of Life specia Mydaea corni nu are subspecii cunoscute.